# Abadía de Nuestra Señora de la Estrella del Sur
La Abadía de Nuestra Señora de la Estrella del Sur (en inglés: Abbey of Our Lady of the Southern Star) es una abadía cisterciense situada en una remota zona rural de la Isla Norte, Nueva Zelanda, en la diócesis de Palmerston Norte. Se trata de un monasterio de tradición trapense (es decir, la Orden Cisterciense de la Estricta Observancia). El monasterio se apoya gestionando una granja lechera. Se encuentra en Kopua cerca Takapau entre Dannevirke y Waipukurau, en la Bahía central de Hawke.

## Historia
En 1948 una pareja de agricultores en Kopua, Thomas y Rosalie Prescott, decidió ceder su granja de 360 hectáreas (890 acres) a la Iglesia católica con la idea a largo plazo de crear una escuela de agricultura.
Por invitación del Arzobispo Peter McKeefry, en la propiedad donada a la iglesia, el 9 de junio de 1954 seis monjes de la abadía del Monte Melleray (Waterford, Irlanda) llegaron a Kopua. La comunidad fundadora fue dirigida por el padre Basil Hayes. Otros grupos llegaron desde Irlanda en 1955, 1958 y 1959. John Kelly y Conleth O'Byrne completaron el contingente Irlandés llegando en 1967 y 1969 respectivamente.
En 1959 la Orden elevó a Kupua a una Abadía. Joseph Murphy fue elegido Abad el 9 de abril de 1960 y continuó en el cargo hasta 1988.